# Mastachopardia insularis
Mastachopardia insularis är en insektsart som beskrevs av Marius Descamps 1973. Mastachopardia insularis ingår i släktet Mastachopardia och familjen Euschmidtiidae. Inga underarter finns listade i Catalogue of Life.